# Castelo de Jabrine
Jabrine (em árabe: جبرين; romaniz.: Jabrin) é um palácio residencial fortificado do Sultanato de Omã situado na província Interior, a 20 quilômetros de Bala e 150 de Mascate. Data do século XVII, do reinado do sultão Bilárabe ibne Sultão (r. 1679–1692).